# Гостилії (рід)

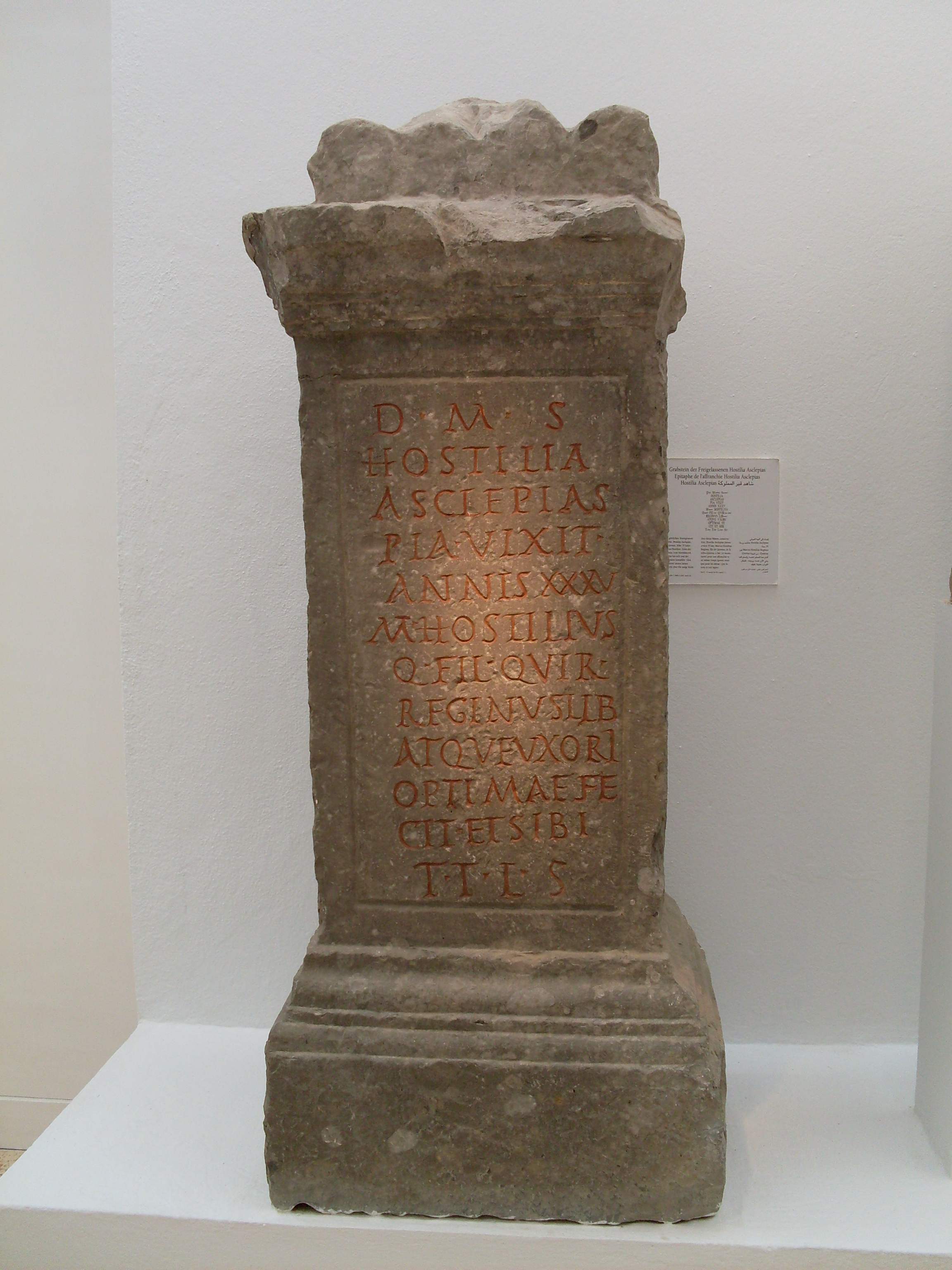
Похоронна стела Гостиліїв

Гостилії — патриціанський та плебейський рід у Стародавньому Римі. Походив з латинського міста Медулія. Пересилився за часів першого римського царя Ромула до Риму. Його представники відігравали значну роль у політичному та суспільному житті Республіки, особливо у III ст. до н. е. Когноменами Гостиліїв були: Катон, Манцин, Тубул, Сасерн.
Представники роду побудували римську колонію Гостилію на півночі Італії поблизу м. Верона.

## Найвідоміші Гостилії
- Гост Гостилій, дід царя Тулла Гостилія, пересилився до Риму.
- Тулл Гостилій, третій цар Риму.
- Луцій Гостилій Манцин, легат при диктаторові Квінті Фабії Максимі Кункаторі у 216 році до н. е.
- Гай Гостилій Тубул, претор 209 року до н. е., учасник Другої пунічної війни
- Гай Гостилій Катон, претор 207 року до н. е., намісник Сицилії у 206 році до н. е.
- Авл Гостилій Манцин, консул 170 року до н. е., невдало боровся з Персеєм, царем Македонії
- Гостилія Кварта — дружина консула Гая Кальпурнія Пізона, звинувачена та засуджена за його отруєння у 180 до н. е.
- Луцій Гостілій Манцін, консул 145 року до н. е.
- Гай Гостилій Манцин, консул 137 року до н. е., уклав з Нуманцією невигідний мир, за що був виданий ворогові.
- Луцій Гостилій Сасерна, тріумвір монетного двору у 48 році до н. е.